# Гіпермодернізм (шахи)
Гіпермодернізм (дав.-гр. ὑπερ- «понад-, над-» і лат. modernus  — новий, сучасний)  — напрям розвитку шахової думки в 1910-х  — 20-х роках ХХ ст. 
Засновники гіпермодернізму: Арон Німцович, Ріхард Реті та Дьюла Бреєр.
До його прихильників також відносять Олександра Алехіна, Юхима Боголюбова, Петра Романовського, Савелія Тартаковера та інших. Тартаковер запропонував цей термін замість вживаного раніше «неоромантизму». 
|               |
| Арон Німцович |

|             |
| Ріхард Реті |

|             |
| Дьюла Бреєр |

## Виникнення
Виникнення гіпермодернізму було пов'язане з кризою шахового мистецтва, яка намітилась на початку XX століття. Створене Стейніцом та розроблене Таррашем вчення про позиційну гру стало загальновизнаним, однак при цьому все більшого поширення набула «суха» та механістична «гра за правилами»  — з відмовою від творчих пошуків, ризику. У турнірах зріс відсоток «безбарвних» нічиїх, коло застосовуваних дебютів звузилося: головним чином це були: іспанська партія, дебют чотирьох коней, ферзевий гамбіт та дебют ферзевих пішаків. 1914 року Німцович виступив із серією статей, в яких піддав критиці низку усталених поглядів у галузі дебютної стратегії. Надалі він поглибив розуміння багатьох положень теорії Стейніца та розробив ряд нових принципів і прийомів гри, які зберігають значення і в сучасній теорії шахів: блокада, профілактика, зайвий захист, лавірування. За книгами Німцовича «Моя система», «Моя система на практиці» та іншими вчилися багато поколінь шахістів.

## Розвиток
|   | a | b | c | d | e | f | g | h |   |
| 8 | a8 чорна тура · d8 чорний ферзь · e8 чорний король · f8 чорний слон · h8 чорна тура · a7 чорний пішак · b7 чорний пішак · d7 чорний кінь · e7 чорний пішак · f7 чорний пішак · g7 чорний пішак · h7 чорний пішак · c6 чорний пішак · f6 чорний кінь · d5 чорний пішак · g4 чорний слон · b3 білий пішак · f3 білий кінь · g3 білий пішак · a2 білий пішак · b2 білий слон · c2 білий пішак · d2 білий пішак · e2 білий пішак · f2 білий пішак · g2 білий слон · h2 білий пішак · a1 біла тура · b1 білий кінь · d1 білий ферзь · e1 білий король · h1 біла тура | a8 чорна тура · d8 чорний ферзь · e8 чорний король · f8 чорний слон · h8 чорна тура · a7 чорний пішак · b7 чорний пішак · d7 чорний кінь · e7 чорний пішак · f7 чорний пішак · g7 чорний пішак · h7 чорний пішак · c6 чорний пішак · f6 чорний кінь · d5 чорний пішак · g4 чорний слон · b3 білий пішак · f3 білий кінь · g3 білий пішак · a2 білий пішак · b2 білий слон · c2 білий пішак · d2 білий пішак · e2 білий пішак · f2 білий пішак · g2 білий слон · h2 білий пішак · a1 біла тура · b1 білий кінь · d1 білий ферзь · e1 білий король · h1 біла тура | a8 чорна тура · d8 чорний ферзь · e8 чорний король · f8 чорний слон · h8 чорна тура · a7 чорний пішак · b7 чорний пішак · d7 чорний кінь · e7 чорний пішак · f7 чорний пішак · g7 чорний пішак · h7 чорний пішак · c6 чорний пішак · f6 чорний кінь · d5 чорний пішак · g4 чорний слон · b3 білий пішак · f3 білий кінь · g3 білий пішак · a2 білий пішак · b2 білий слон · c2 білий пішак · d2 білий пішак · e2 білий пішак · f2 білий пішак · g2 білий слон · h2 білий пішак · a1 біла тура · b1 білий кінь · d1 білий ферзь · e1 білий король · h1 біла тура | a8 чорна тура · d8 чорний ферзь · e8 чорний король · f8 чорний слон · h8 чорна тура · a7 чорний пішак · b7 чорний пішак · d7 чорний кінь · e7 чорний пішак · f7 чорний пішак · g7 чорний пішак · h7 чорний пішак · c6 чорний пішак · f6 чорний кінь · d5 чорний пішак · g4 чорний слон · b3 білий пішак · f3 білий кінь · g3 білий пішак · a2 білий пішак · b2 білий слон · c2 білий пішак · d2 білий пішак · e2 білий пішак · f2 білий пішак · g2 білий слон · h2 білий пішак · a1 біла тура · b1 білий кінь · d1 білий ферзь · e1 білий король · h1 біла тура | a8 чорна тура · d8 чорний ферзь · e8 чорний король · f8 чорний слон · h8 чорна тура · a7 чорний пішак · b7 чорний пішак · d7 чорний кінь · e7 чорний пішак · f7 чорний пішак · g7 чорний пішак · h7 чорний пішак · c6 чорний пішак · f6 чорний кінь · d5 чорний пішак · g4 чорний слон · b3 білий пішак · f3 білий кінь · g3 білий пішак · a2 білий пішак · b2 білий слон · c2 білий пішак · d2 білий пішак · e2 білий пішак · f2 білий пішак · g2 білий слон · h2 білий пішак · a1 біла тура · b1 білий кінь · d1 білий ферзь · e1 білий король · h1 біла тура | a8 чорна тура · d8 чорний ферзь · e8 чорний король · f8 чорний слон · h8 чорна тура · a7 чорний пішак · b7 чорний пішак · d7 чорний кінь · e7 чорний пішак · f7 чорний пішак · g7 чорний пішак · h7 чорний пішак · c6 чорний пішак · f6 чорний кінь · d5 чорний пішак · g4 чорний слон · b3 білий пішак · f3 білий кінь · g3 білий пішак · a2 білий пішак · b2 білий слон · c2 білий пішак · d2 білий пішак · e2 білий пішак · f2 білий пішак · g2 білий слон · h2 білий пішак · a1 біла тура · b1 білий кінь · d1 білий ферзь · e1 білий король · h1 біла тура | a8 чорна тура · d8 чорний ферзь · e8 чорний король · f8 чорний слон · h8 чорна тура · a7 чорний пішак · b7 чорний пішак · d7 чорний кінь · e7 чорний пішак · f7 чорний пішак · g7 чорний пішак · h7 чорний пішак · c6 чорний пішак · f6 чорний кінь · d5 чорний пішак · g4 чорний слон · b3 білий пішак · f3 білий кінь · g3 білий пішак · a2 білий пішак · b2 білий слон · c2 білий пішак · d2 білий пішак · e2 білий пішак · f2 білий пішак · g2 білий слон · h2 білий пішак · a1 біла тура · b1 білий кінь · d1 білий ферзь · e1 білий король · h1 біла тура | a8 чорна тура · d8 чорний ферзь · e8 чорний король · f8 чорний слон · h8 чорна тура · a7 чорний пішак · b7 чорний пішак · d7 чорний кінь · e7 чорний пішак · f7 чорний пішак · g7 чорний пішак · h7 чорний пішак · c6 чорний пішак · f6 чорний кінь · d5 чорний пішак · g4 чорний слон · b3 білий пішак · f3 білий кінь · g3 білий пішак · a2 білий пішак · b2 білий слон · c2 білий пішак · d2 білий пішак · e2 білий пішак · f2 білий пішак · g2 білий слон · h2 білий пішак · a1 біла тура · b1 білий кінь · d1 білий ферзь · e1 білий король · h1 біла тура | 8 |
| 7 | a8 чорна тура · d8 чорний ферзь · e8 чорний король · f8 чорний слон · h8 чорна тура · a7 чорний пішак · b7 чорний пішак · d7 чорний кінь · e7 чорний пішак · f7 чорний пішак · g7 чорний пішак · h7 чорний пішак · c6 чорний пішак · f6 чорний кінь · d5 чорний пішак · g4 чорний слон · b3 білий пішак · f3 білий кінь · g3 білий пішак · a2 білий пішак · b2 білий слон · c2 білий пішак · d2 білий пішак · e2 білий пішак · f2 білий пішак · g2 білий слон · h2 білий пішак · a1 біла тура · b1 білий кінь · d1 білий ферзь · e1 білий король · h1 біла тура | a8 чорна тура · d8 чорний ферзь · e8 чорний король · f8 чорний слон · h8 чорна тура · a7 чорний пішак · b7 чорний пішак · d7 чорний кінь · e7 чорний пішак · f7 чорний пішак · g7 чорний пішак · h7 чорний пішак · c6 чорний пішак · f6 чорний кінь · d5 чорний пішак · g4 чорний слон · b3 білий пішак · f3 білий кінь · g3 білий пішак · a2 білий пішак · b2 білий слон · c2 білий пішак · d2 білий пішак · e2 білий пішак · f2 білий пішак · g2 білий слон · h2 білий пішак · a1 біла тура · b1 білий кінь · d1 білий ферзь · e1 білий король · h1 біла тура | a8 чорна тура · d8 чорний ферзь · e8 чорний король · f8 чорний слон · h8 чорна тура · a7 чорний пішак · b7 чорний пішак · d7 чорний кінь · e7 чорний пішак · f7 чорний пішак · g7 чорний пішак · h7 чорний пішак · c6 чорний пішак · f6 чорний кінь · d5 чорний пішак · g4 чорний слон · b3 білий пішак · f3 білий кінь · g3 білий пішак · a2 білий пішак · b2 білий слон · c2 білий пішак · d2 білий пішак · e2 білий пішак · f2 білий пішак · g2 білий слон · h2 білий пішак · a1 біла тура · b1 білий кінь · d1 білий ферзь · e1 білий король · h1 біла тура | a8 чорна тура · d8 чорний ферзь · e8 чорний король · f8 чорний слон · h8 чорна тура · a7 чорний пішак · b7 чорний пішак · d7 чорний кінь · e7 чорний пішак · f7 чорний пішак · g7 чорний пішак · h7 чорний пішак · c6 чорний пішак · f6 чорний кінь · d5 чорний пішак · g4 чорний слон · b3 білий пішак · f3 білий кінь · g3 білий пішак · a2 білий пішак · b2 білий слон · c2 білий пішак · d2 білий пішак · e2 білий пішак · f2 білий пішак · g2 білий слон · h2 білий пішак · a1 біла тура · b1 білий кінь · d1 білий ферзь · e1 білий король · h1 біла тура | a8 чорна тура · d8 чорний ферзь · e8 чорний король · f8 чорний слон · h8 чорна тура · a7 чорний пішак · b7 чорний пішак · d7 чорний кінь · e7 чорний пішак · f7 чорний пішак · g7 чорний пішак · h7 чорний пішак · c6 чорний пішак · f6 чорний кінь · d5 чорний пішак · g4 чорний слон · b3 білий пішак · f3 білий кінь · g3 білий пішак · a2 білий пішак · b2 білий слон · c2 білий пішак · d2 білий пішак · e2 білий пішак · f2 білий пішак · g2 білий слон · h2 білий пішак · a1 біла тура · b1 білий кінь · d1 білий ферзь · e1 білий король · h1 біла тура | a8 чорна тура · d8 чорний ферзь · e8 чорний король · f8 чорний слон · h8 чорна тура · a7 чорний пішак · b7 чорний пішак · d7 чорний кінь · e7 чорний пішак · f7 чорний пішак · g7 чорний пішак · h7 чорний пішак · c6 чорний пішак · f6 чорний кінь · d5 чорний пішак · g4 чорний слон · b3 білий пішак · f3 білий кінь · g3 білий пішак · a2 білий пішак · b2 білий слон · c2 білий пішак · d2 білий пішак · e2 білий пішак · f2 білий пішак · g2 білий слон · h2 білий пішак · a1 біла тура · b1 білий кінь · d1 білий ферзь · e1 білий король · h1 біла тура | a8 чорна тура · d8 чорний ферзь · e8 чорний король · f8 чорний слон · h8 чорна тура · a7 чорний пішак · b7 чорний пішак · d7 чорний кінь · e7 чорний пішак · f7 чорний пішак · g7 чорний пішак · h7 чорний пішак · c6 чорний пішак · f6 чорний кінь · d5 чорний пішак · g4 чорний слон · b3 білий пішак · f3 білий кінь · g3 білий пішак · a2 білий пішак · b2 білий слон · c2 білий пішак · d2 білий пішак · e2 білий пішак · f2 білий пішак · g2 білий слон · h2 білий пішак · a1 біла тура · b1 білий кінь · d1 білий ферзь · e1 білий король · h1 біла тура | a8 чорна тура · d8 чорний ферзь · e8 чорний король · f8 чорний слон · h8 чорна тура · a7 чорний пішак · b7 чорний пішак · d7 чорний кінь · e7 чорний пішак · f7 чорний пішак · g7 чорний пішак · h7 чорний пішак · c6 чорний пішак · f6 чорний кінь · d5 чорний пішак · g4 чорний слон · b3 білий пішак · f3 білий кінь · g3 білий пішак · a2 білий пішак · b2 білий слон · c2 білий пішак · d2 білий пішак · e2 білий пішак · f2 білий пішак · g2 білий слон · h2 білий пішак · a1 біла тура · b1 білий кінь · d1 білий ферзь · e1 білий король · h1 біла тура | 7 |
| 6 | a8 чорна тура · d8 чорний ферзь · e8 чорний король · f8 чорний слон · h8 чорна тура · a7 чорний пішак · b7 чорний пішак · d7 чорний кінь · e7 чорний пішак · f7 чорний пішак · g7 чорний пішак · h7 чорний пішак · c6 чорний пішак · f6 чорний кінь · d5 чорний пішак · g4 чорний слон · b3 білий пішак · f3 білий кінь · g3 білий пішак · a2 білий пішак · b2 білий слон · c2 білий пішак · d2 білий пішак · e2 білий пішак · f2 білий пішак · g2 білий слон · h2 білий пішак · a1 біла тура · b1 білий кінь · d1 білий ферзь · e1 білий король · h1 біла тура | a8 чорна тура · d8 чорний ферзь · e8 чорний король · f8 чорний слон · h8 чорна тура · a7 чорний пішак · b7 чорний пішак · d7 чорний кінь · e7 чорний пішак · f7 чорний пішак · g7 чорний пішак · h7 чорний пішак · c6 чорний пішак · f6 чорний кінь · d5 чорний пішак · g4 чорний слон · b3 білий пішак · f3 білий кінь · g3 білий пішак · a2 білий пішак · b2 білий слон · c2 білий пішак · d2 білий пішак · e2 білий пішак · f2 білий пішак · g2 білий слон · h2 білий пішак · a1 біла тура · b1 білий кінь · d1 білий ферзь · e1 білий король · h1 біла тура | a8 чорна тура · d8 чорний ферзь · e8 чорний король · f8 чорний слон · h8 чорна тура · a7 чорний пішак · b7 чорний пішак · d7 чорний кінь · e7 чорний пішак · f7 чорний пішак · g7 чорний пішак · h7 чорний пішак · c6 чорний пішак · f6 чорний кінь · d5 чорний пішак · g4 чорний слон · b3 білий пішак · f3 білий кінь · g3 білий пішак · a2 білий пішак · b2 білий слон · c2 білий пішак · d2 білий пішак · e2 білий пішак · f2 білий пішак · g2 білий слон · h2 білий пішак · a1 біла тура · b1 білий кінь · d1 білий ферзь · e1 білий король · h1 біла тура | a8 чорна тура · d8 чорний ферзь · e8 чорний король · f8 чорний слон · h8 чорна тура · a7 чорний пішак · b7 чорний пішак · d7 чорний кінь · e7 чорний пішак · f7 чорний пішак · g7 чорний пішак · h7 чорний пішак · c6 чорний пішак · f6 чорний кінь · d5 чорний пішак · g4 чорний слон · b3 білий пішак · f3 білий кінь · g3 білий пішак · a2 білий пішак · b2 білий слон · c2 білий пішак · d2 білий пішак · e2 білий пішак · f2 білий пішак · g2 білий слон · h2 білий пішак · a1 біла тура · b1 білий кінь · d1 білий ферзь · e1 білий король · h1 біла тура | a8 чорна тура · d8 чорний ферзь · e8 чорний король · f8 чорний слон · h8 чорна тура · a7 чорний пішак · b7 чорний пішак · d7 чорний кінь · e7 чорний пішак · f7 чорний пішак · g7 чорний пішак · h7 чорний пішак · c6 чорний пішак · f6 чорний кінь · d5 чорний пішак · g4 чорний слон · b3 білий пішак · f3 білий кінь · g3 білий пішак · a2 білий пішак · b2 білий слон · c2 білий пішак · d2 білий пішак · e2 білий пішак · f2 білий пішак · g2 білий слон · h2 білий пішак · a1 біла тура · b1 білий кінь · d1 білий ферзь · e1 білий король · h1 біла тура | a8 чорна тура · d8 чорний ферзь · e8 чорний король · f8 чорний слон · h8 чорна тура · a7 чорний пішак · b7 чорний пішак · d7 чорний кінь · e7 чорний пішак · f7 чорний пішак · g7 чорний пішак · h7 чорний пішак · c6 чорний пішак · f6 чорний кінь · d5 чорний пішак · g4 чорний слон · b3 білий пішак · f3 білий кінь · g3 білий пішак · a2 білий пішак · b2 білий слон · c2 білий пішак · d2 білий пішак · e2 білий пішак · f2 білий пішак · g2 білий слон · h2 білий пішак · a1 біла тура · b1 білий кінь · d1 білий ферзь · e1 білий король · h1 біла тура | a8 чорна тура · d8 чорний ферзь · e8 чорний король · f8 чорний слон · h8 чорна тура · a7 чорний пішак · b7 чорний пішак · d7 чорний кінь · e7 чорний пішак · f7 чорний пішак · g7 чорний пішак · h7 чорний пішак · c6 чорний пішак · f6 чорний кінь · d5 чорний пішак · g4 чорний слон · b3 білий пішак · f3 білий кінь · g3 білий пішак · a2 білий пішак · b2 білий слон · c2 білий пішак · d2 білий пішак · e2 білий пішак · f2 білий пішак · g2 білий слон · h2 білий пішак · a1 біла тура · b1 білий кінь · d1 білий ферзь · e1 білий король · h1 біла тура | a8 чорна тура · d8 чорний ферзь · e8 чорний король · f8 чорний слон · h8 чорна тура · a7 чорний пішак · b7 чорний пішак · d7 чорний кінь · e7 чорний пішак · f7 чорний пішак · g7 чорний пішак · h7 чорний пішак · c6 чорний пішак · f6 чорний кінь · d5 чорний пішак · g4 чорний слон · b3 білий пішак · f3 білий кінь · g3 білий пішак · a2 білий пішак · b2 білий слон · c2 білий пішак · d2 білий пішак · e2 білий пішак · f2 білий пішак · g2 білий слон · h2 білий пішак · a1 біла тура · b1 білий кінь · d1 білий ферзь · e1 білий король · h1 біла тура | 6 |
| 5 | a8 чорна тура · d8 чорний ферзь · e8 чорний король · f8 чорний слон · h8 чорна тура · a7 чорний пішак · b7 чорний пішак · d7 чорний кінь · e7 чорний пішак · f7 чорний пішак · g7 чорний пішак · h7 чорний пішак · c6 чорний пішак · f6 чорний кінь · d5 чорний пішак · g4 чорний слон · b3 білий пішак · f3 білий кінь · g3 білий пішак · a2 білий пішак · b2 білий слон · c2 білий пішак · d2 білий пішак · e2 білий пішак · f2 білий пішак · g2 білий слон · h2 білий пішак · a1 біла тура · b1 білий кінь · d1 білий ферзь · e1 білий король · h1 біла тура | a8 чорна тура · d8 чорний ферзь · e8 чорний король · f8 чорний слон · h8 чорна тура · a7 чорний пішак · b7 чорний пішак · d7 чорний кінь · e7 чорний пішак · f7 чорний пішак · g7 чорний пішак · h7 чорний пішак · c6 чорний пішак · f6 чорний кінь · d5 чорний пішак · g4 чорний слон · b3 білий пішак · f3 білий кінь · g3 білий пішак · a2 білий пішак · b2 білий слон · c2 білий пішак · d2 білий пішак · e2 білий пішак · f2 білий пішак · g2 білий слон · h2 білий пішак · a1 біла тура · b1 білий кінь · d1 білий ферзь · e1 білий король · h1 біла тура | a8 чорна тура · d8 чорний ферзь · e8 чорний король · f8 чорний слон · h8 чорна тура · a7 чорний пішак · b7 чорний пішак · d7 чорний кінь · e7 чорний пішак · f7 чорний пішак · g7 чорний пішак · h7 чорний пішак · c6 чорний пішак · f6 чорний кінь · d5 чорний пішак · g4 чорний слон · b3 білий пішак · f3 білий кінь · g3 білий пішак · a2 білий пішак · b2 білий слон · c2 білий пішак · d2 білий пішак · e2 білий пішак · f2 білий пішак · g2 білий слон · h2 білий пішак · a1 біла тура · b1 білий кінь · d1 білий ферзь · e1 білий король · h1 біла тура | a8 чорна тура · d8 чорний ферзь · e8 чорний король · f8 чорний слон · h8 чорна тура · a7 чорний пішак · b7 чорний пішак · d7 чорний кінь · e7 чорний пішак · f7 чорний пішак · g7 чорний пішак · h7 чорний пішак · c6 чорний пішак · f6 чорний кінь · d5 чорний пішак · g4 чорний слон · b3 білий пішак · f3 білий кінь · g3 білий пішак · a2 білий пішак · b2 білий слон · c2 білий пішак · d2 білий пішак · e2 білий пішак · f2 білий пішак · g2 білий слон · h2 білий пішак · a1 біла тура · b1 білий кінь · d1 білий ферзь · e1 білий король · h1 біла тура | a8 чорна тура · d8 чорний ферзь · e8 чорний король · f8 чорний слон · h8 чорна тура · a7 чорний пішак · b7 чорний пішак · d7 чорний кінь · e7 чорний пішак · f7 чорний пішак · g7 чорний пішак · h7 чорний пішак · c6 чорний пішак · f6 чорний кінь · d5 чорний пішак · g4 чорний слон · b3 білий пішак · f3 білий кінь · g3 білий пішак · a2 білий пішак · b2 білий слон · c2 білий пішак · d2 білий пішак · e2 білий пішак · f2 білий пішак · g2 білий слон · h2 білий пішак · a1 біла тура · b1 білий кінь · d1 білий ферзь · e1 білий король · h1 біла тура | a8 чорна тура · d8 чорний ферзь · e8 чорний король · f8 чорний слон · h8 чорна тура · a7 чорний пішак · b7 чорний пішак · d7 чорний кінь · e7 чорний пішак · f7 чорний пішак · g7 чорний пішак · h7 чорний пішак · c6 чорний пішак · f6 чорний кінь · d5 чорний пішак · g4 чорний слон · b3 білий пішак · f3 білий кінь · g3 білий пішак · a2 білий пішак · b2 білий слон · c2 білий пішак · d2 білий пішак · e2 білий пішак · f2 білий пішак · g2 білий слон · h2 білий пішак · a1 біла тура · b1 білий кінь · d1 білий ферзь · e1 білий король · h1 біла тура | a8 чорна тура · d8 чорний ферзь · e8 чорний король · f8 чорний слон · h8 чорна тура · a7 чорний пішак · b7 чорний пішак · d7 чорний кінь · e7 чорний пішак · f7 чорний пішак · g7 чорний пішак · h7 чорний пішак · c6 чорний пішак · f6 чорний кінь · d5 чорний пішак · g4 чорний слон · b3 білий пішак · f3 білий кінь · g3 білий пішак · a2 білий пішак · b2 білий слон · c2 білий пішак · d2 білий пішак · e2 білий пішак · f2 білий пішак · g2 білий слон · h2 білий пішак · a1 біла тура · b1 білий кінь · d1 білий ферзь · e1 білий король · h1 біла тура | a8 чорна тура · d8 чорний ферзь · e8 чорний король · f8 чорний слон · h8 чорна тура · a7 чорний пішак · b7 чорний пішак · d7 чорний кінь · e7 чорний пішак · f7 чорний пішак · g7 чорний пішак · h7 чорний пішак · c6 чорний пішак · f6 чорний кінь · d5 чорний пішак · g4 чорний слон · b3 білий пішак · f3 білий кінь · g3 білий пішак · a2 білий пішак · b2 білий слон · c2 білий пішак · d2 білий пішак · e2 білий пішак · f2 білий пішак · g2 білий слон · h2 білий пішак · a1 біла тура · b1 білий кінь · d1 білий ферзь · e1 білий король · h1 біла тура | 5 |
| 4 | a8 чорна тура · d8 чорний ферзь · e8 чорний король · f8 чорний слон · h8 чорна тура · a7 чорний пішак · b7 чорний пішак · d7 чорний кінь · e7 чорний пішак · f7 чорний пішак · g7 чорний пішак · h7 чорний пішак · c6 чорний пішак · f6 чорний кінь · d5 чорний пішак · g4 чорний слон · b3 білий пішак · f3 білий кінь · g3 білий пішак · a2 білий пішак · b2 білий слон · c2 білий пішак · d2 білий пішак · e2 білий пішак · f2 білий пішак · g2 білий слон · h2 білий пішак · a1 біла тура · b1 білий кінь · d1 білий ферзь · e1 білий король · h1 біла тура | a8 чорна тура · d8 чорний ферзь · e8 чорний король · f8 чорний слон · h8 чорна тура · a7 чорний пішак · b7 чорний пішак · d7 чорний кінь · e7 чорний пішак · f7 чорний пішак · g7 чорний пішак · h7 чорний пішак · c6 чорний пішак · f6 чорний кінь · d5 чорний пішак · g4 чорний слон · b3 білий пішак · f3 білий кінь · g3 білий пішак · a2 білий пішак · b2 білий слон · c2 білий пішак · d2 білий пішак · e2 білий пішак · f2 білий пішак · g2 білий слон · h2 білий пішак · a1 біла тура · b1 білий кінь · d1 білий ферзь · e1 білий король · h1 біла тура | a8 чорна тура · d8 чорний ферзь · e8 чорний король · f8 чорний слон · h8 чорна тура · a7 чорний пішак · b7 чорний пішак · d7 чорний кінь · e7 чорний пішак · f7 чорний пішак · g7 чорний пішак · h7 чорний пішак · c6 чорний пішак · f6 чорний кінь · d5 чорний пішак · g4 чорний слон · b3 білий пішак · f3 білий кінь · g3 білий пішак · a2 білий пішак · b2 білий слон · c2 білий пішак · d2 білий пішак · e2 білий пішак · f2 білий пішак · g2 білий слон · h2 білий пішак · a1 біла тура · b1 білий кінь · d1 білий ферзь · e1 білий король · h1 біла тура | a8 чорна тура · d8 чорний ферзь · e8 чорний король · f8 чорний слон · h8 чорна тура · a7 чорний пішак · b7 чорний пішак · d7 чорний кінь · e7 чорний пішак · f7 чорний пішак · g7 чорний пішак · h7 чорний пішак · c6 чорний пішак · f6 чорний кінь · d5 чорний пішак · g4 чорний слон · b3 білий пішак · f3 білий кінь · g3 білий пішак · a2 білий пішак · b2 білий слон · c2 білий пішак · d2 білий пішак · e2 білий пішак · f2 білий пішак · g2 білий слон · h2 білий пішак · a1 біла тура · b1 білий кінь · d1 білий ферзь · e1 білий король · h1 біла тура | a8 чорна тура · d8 чорний ферзь · e8 чорний король · f8 чорний слон · h8 чорна тура · a7 чорний пішак · b7 чорний пішак · d7 чорний кінь · e7 чорний пішак · f7 чорний пішак · g7 чорний пішак · h7 чорний пішак · c6 чорний пішак · f6 чорний кінь · d5 чорний пішак · g4 чорний слон · b3 білий пішак · f3 білий кінь · g3 білий пішак · a2 білий пішак · b2 білий слон · c2 білий пішак · d2 білий пішак · e2 білий пішак · f2 білий пішак · g2 білий слон · h2 білий пішак · a1 біла тура · b1 білий кінь · d1 білий ферзь · e1 білий король · h1 біла тура | a8 чорна тура · d8 чорний ферзь · e8 чорний король · f8 чорний слон · h8 чорна тура · a7 чорний пішак · b7 чорний пішак · d7 чорний кінь · e7 чорний пішак · f7 чорний пішак · g7 чорний пішак · h7 чорний пішак · c6 чорний пішак · f6 чорний кінь · d5 чорний пішак · g4 чорний слон · b3 білий пішак · f3 білий кінь · g3 білий пішак · a2 білий пішак · b2 білий слон · c2 білий пішак · d2 білий пішак · e2 білий пішак · f2 білий пішак · g2 білий слон · h2 білий пішак · a1 біла тура · b1 білий кінь · d1 білий ферзь · e1 білий король · h1 біла тура | a8 чорна тура · d8 чорний ферзь · e8 чорний король · f8 чорний слон · h8 чорна тура · a7 чорний пішак · b7 чорний пішак · d7 чорний кінь · e7 чорний пішак · f7 чорний пішак · g7 чорний пішак · h7 чорний пішак · c6 чорний пішак · f6 чорний кінь · d5 чорний пішак · g4 чорний слон · b3 білий пішак · f3 білий кінь · g3 білий пішак · a2 білий пішак · b2 білий слон · c2 білий пішак · d2 білий пішак · e2 білий пішак · f2 білий пішак · g2 білий слон · h2 білий пішак · a1 біла тура · b1 білий кінь · d1 білий ферзь · e1 білий король · h1 біла тура | a8 чорна тура · d8 чорний ферзь · e8 чорний король · f8 чорний слон · h8 чорна тура · a7 чорний пішак · b7 чорний пішак · d7 чорний кінь · e7 чорний пішак · f7 чорний пішак · g7 чорний пішак · h7 чорний пішак · c6 чорний пішак · f6 чорний кінь · d5 чорний пішак · g4 чорний слон · b3 білий пішак · f3 білий кінь · g3 білий пішак · a2 білий пішак · b2 білий слон · c2 білий пішак · d2 білий пішак · e2 білий пішак · f2 білий пішак · g2 білий слон · h2 білий пішак · a1 біла тура · b1 білий кінь · d1 білий ферзь · e1 білий король · h1 біла тура | 4 |
| 3 | a8 чорна тура · d8 чорний ферзь · e8 чорний король · f8 чорний слон · h8 чорна тура · a7 чорний пішак · b7 чорний пішак · d7 чорний кінь · e7 чорний пішак · f7 чорний пішак · g7 чорний пішак · h7 чорний пішак · c6 чорний пішак · f6 чорний кінь · d5 чорний пішак · g4 чорний слон · b3 білий пішак · f3 білий кінь · g3 білий пішак · a2 білий пішак · b2 білий слон · c2 білий пішак · d2 білий пішак · e2 білий пішак · f2 білий пішак · g2 білий слон · h2 білий пішак · a1 біла тура · b1 білий кінь · d1 білий ферзь · e1 білий король · h1 біла тура | a8 чорна тура · d8 чорний ферзь · e8 чорний король · f8 чорний слон · h8 чорна тура · a7 чорний пішак · b7 чорний пішак · d7 чорний кінь · e7 чорний пішак · f7 чорний пішак · g7 чорний пішак · h7 чорний пішак · c6 чорний пішак · f6 чорний кінь · d5 чорний пішак · g4 чорний слон · b3 білий пішак · f3 білий кінь · g3 білий пішак · a2 білий пішак · b2 білий слон · c2 білий пішак · d2 білий пішак · e2 білий пішак · f2 білий пішак · g2 білий слон · h2 білий пішак · a1 біла тура · b1 білий кінь · d1 білий ферзь · e1 білий король · h1 біла тура | a8 чорна тура · d8 чорний ферзь · e8 чорний король · f8 чорний слон · h8 чорна тура · a7 чорний пішак · b7 чорний пішак · d7 чорний кінь · e7 чорний пішак · f7 чорний пішак · g7 чорний пішак · h7 чорний пішак · c6 чорний пішак · f6 чорний кінь · d5 чорний пішак · g4 чорний слон · b3 білий пішак · f3 білий кінь · g3 білий пішак · a2 білий пішак · b2 білий слон · c2 білий пішак · d2 білий пішак · e2 білий пішак · f2 білий пішак · g2 білий слон · h2 білий пішак · a1 біла тура · b1 білий кінь · d1 білий ферзь · e1 білий король · h1 біла тура | a8 чорна тура · d8 чорний ферзь · e8 чорний король · f8 чорний слон · h8 чорна тура · a7 чорний пішак · b7 чорний пішак · d7 чорний кінь · e7 чорний пішак · f7 чорний пішак · g7 чорний пішак · h7 чорний пішак · c6 чорний пішак · f6 чорний кінь · d5 чорний пішак · g4 чорний слон · b3 білий пішак · f3 білий кінь · g3 білий пішак · a2 білий пішак · b2 білий слон · c2 білий пішак · d2 білий пішак · e2 білий пішак · f2 білий пішак · g2 білий слон · h2 білий пішак · a1 біла тура · b1 білий кінь · d1 білий ферзь · e1 білий король · h1 біла тура | a8 чорна тура · d8 чорний ферзь · e8 чорний король · f8 чорний слон · h8 чорна тура · a7 чорний пішак · b7 чорний пішак · d7 чорний кінь · e7 чорний пішак · f7 чорний пішак · g7 чорний пішак · h7 чорний пішак · c6 чорний пішак · f6 чорний кінь · d5 чорний пішак · g4 чорний слон · b3 білий пішак · f3 білий кінь · g3 білий пішак · a2 білий пішак · b2 білий слон · c2 білий пішак · d2 білий пішак · e2 білий пішак · f2 білий пішак · g2 білий слон · h2 білий пішак · a1 біла тура · b1 білий кінь · d1 білий ферзь · e1 білий король · h1 біла тура | a8 чорна тура · d8 чорний ферзь · e8 чорний король · f8 чорний слон · h8 чорна тура · a7 чорний пішак · b7 чорний пішак · d7 чорний кінь · e7 чорний пішак · f7 чорний пішак · g7 чорний пішак · h7 чорний пішак · c6 чорний пішак · f6 чорний кінь · d5 чорний пішак · g4 чорний слон · b3 білий пішак · f3 білий кінь · g3 білий пішак · a2 білий пішак · b2 білий слон · c2 білий пішак · d2 білий пішак · e2 білий пішак · f2 білий пішак · g2 білий слон · h2 білий пішак · a1 біла тура · b1 білий кінь · d1 білий ферзь · e1 білий король · h1 біла тура | a8 чорна тура · d8 чорний ферзь · e8 чорний король · f8 чорний слон · h8 чорна тура · a7 чорний пішак · b7 чорний пішак · d7 чорний кінь · e7 чорний пішак · f7 чорний пішак · g7 чорний пішак · h7 чорний пішак · c6 чорний пішак · f6 чорний кінь · d5 чорний пішак · g4 чорний слон · b3 білий пішак · f3 білий кінь · g3 білий пішак · a2 білий пішак · b2 білий слон · c2 білий пішак · d2 білий пішак · e2 білий пішак · f2 білий пішак · g2 білий слон · h2 білий пішак · a1 біла тура · b1 білий кінь · d1 білий ферзь · e1 білий король · h1 біла тура | a8 чорна тура · d8 чорний ферзь · e8 чорний король · f8 чорний слон · h8 чорна тура · a7 чорний пішак · b7 чорний пішак · d7 чорний кінь · e7 чорний пішак · f7 чорний пішак · g7 чорний пішак · h7 чорний пішак · c6 чорний пішак · f6 чорний кінь · d5 чорний пішак · g4 чорний слон · b3 білий пішак · f3 білий кінь · g3 білий пішак · a2 білий пішак · b2 білий слон · c2 білий пішак · d2 білий пішак · e2 білий пішак · f2 білий пішак · g2 білий слон · h2 білий пішак · a1 біла тура · b1 білий кінь · d1 білий ферзь · e1 білий король · h1 біла тура | 3 |
| 2 | a8 чорна тура · d8 чорний ферзь · e8 чорний король · f8 чорний слон · h8 чорна тура · a7 чорний пішак · b7 чорний пішак · d7 чорний кінь · e7 чорний пішак · f7 чорний пішак · g7 чорний пішак · h7 чорний пішак · c6 чорний пішак · f6 чорний кінь · d5 чорний пішак · g4 чорний слон · b3 білий пішак · f3 білий кінь · g3 білий пішак · a2 білий пішак · b2 білий слон · c2 білий пішак · d2 білий пішак · e2 білий пішак · f2 білий пішак · g2 білий слон · h2 білий пішак · a1 біла тура · b1 білий кінь · d1 білий ферзь · e1 білий король · h1 біла тура | a8 чорна тура · d8 чорний ферзь · e8 чорний король · f8 чорний слон · h8 чорна тура · a7 чорний пішак · b7 чорний пішак · d7 чорний кінь · e7 чорний пішак · f7 чорний пішак · g7 чорний пішак · h7 чорний пішак · c6 чорний пішак · f6 чорний кінь · d5 чорний пішак · g4 чорний слон · b3 білий пішак · f3 білий кінь · g3 білий пішак · a2 білий пішак · b2 білий слон · c2 білий пішак · d2 білий пішак · e2 білий пішак · f2 білий пішак · g2 білий слон · h2 білий пішак · a1 біла тура · b1 білий кінь · d1 білий ферзь · e1 білий король · h1 біла тура | a8 чорна тура · d8 чорний ферзь · e8 чорний король · f8 чорний слон · h8 чорна тура · a7 чорний пішак · b7 чорний пішак · d7 чорний кінь · e7 чорний пішак · f7 чорний пішак · g7 чорний пішак · h7 чорний пішак · c6 чорний пішак · f6 чорний кінь · d5 чорний пішак · g4 чорний слон · b3 білий пішак · f3 білий кінь · g3 білий пішак · a2 білий пішак · b2 білий слон · c2 білий пішак · d2 білий пішак · e2 білий пішак · f2 білий пішак · g2 білий слон · h2 білий пішак · a1 біла тура · b1 білий кінь · d1 білий ферзь · e1 білий король · h1 біла тура | a8 чорна тура · d8 чорний ферзь · e8 чорний король · f8 чорний слон · h8 чорна тура · a7 чорний пішак · b7 чорний пішак · d7 чорний кінь · e7 чорний пішак · f7 чорний пішак · g7 чорний пішак · h7 чорний пішак · c6 чорний пішак · f6 чорний кінь · d5 чорний пішак · g4 чорний слон · b3 білий пішак · f3 білий кінь · g3 білий пішак · a2 білий пішак · b2 білий слон · c2 білий пішак · d2 білий пішак · e2 білий пішак · f2 білий пішак · g2 білий слон · h2 білий пішак · a1 біла тура · b1 білий кінь · d1 білий ферзь · e1 білий король · h1 біла тура | a8 чорна тура · d8 чорний ферзь · e8 чорний король · f8 чорний слон · h8 чорна тура · a7 чорний пішак · b7 чорний пішак · d7 чорний кінь · e7 чорний пішак · f7 чорний пішак · g7 чорний пішак · h7 чорний пішак · c6 чорний пішак · f6 чорний кінь · d5 чорний пішак · g4 чорний слон · b3 білий пішак · f3 білий кінь · g3 білий пішак · a2 білий пішак · b2 білий слон · c2 білий пішак · d2 білий пішак · e2 білий пішак · f2 білий пішак · g2 білий слон · h2 білий пішак · a1 біла тура · b1 білий кінь · d1 білий ферзь · e1 білий король · h1 біла тура | a8 чорна тура · d8 чорний ферзь · e8 чорний король · f8 чорний слон · h8 чорна тура · a7 чорний пішак · b7 чорний пішак · d7 чорний кінь · e7 чорний пішак · f7 чорний пішак · g7 чорний пішак · h7 чорний пішак · c6 чорний пішак · f6 чорний кінь · d5 чорний пішак · g4 чорний слон · b3 білий пішак · f3 білий кінь · g3 білий пішак · a2 білий пішак · b2 білий слон · c2 білий пішак · d2 білий пішак · e2 білий пішак · f2 білий пішак · g2 білий слон · h2 білий пішак · a1 біла тура · b1 білий кінь · d1 білий ферзь · e1 білий король · h1 біла тура | a8 чорна тура · d8 чорний ферзь · e8 чорний король · f8 чорний слон · h8 чорна тура · a7 чорний пішак · b7 чорний пішак · d7 чорний кінь · e7 чорний пішак · f7 чорний пішак · g7 чорний пішак · h7 чорний пішак · c6 чорний пішак · f6 чорний кінь · d5 чорний пішак · g4 чорний слон · b3 білий пішак · f3 білий кінь · g3 білий пішак · a2 білий пішак · b2 білий слон · c2 білий пішак · d2 білий пішак · e2 білий пішак · f2 білий пішак · g2 білий слон · h2 білий пішак · a1 біла тура · b1 білий кінь · d1 білий ферзь · e1 білий король · h1 біла тура | a8 чорна тура · d8 чорний ферзь · e8 чорний король · f8 чорний слон · h8 чорна тура · a7 чорний пішак · b7 чорний пішак · d7 чорний кінь · e7 чорний пішак · f7 чорний пішак · g7 чорний пішак · h7 чорний пішак · c6 чорний пішак · f6 чорний кінь · d5 чорний пішак · g4 чорний слон · b3 білий пішак · f3 білий кінь · g3 білий пішак · a2 білий пішак · b2 білий слон · c2 білий пішак · d2 білий пішак · e2 білий пішак · f2 білий пішак · g2 білий слон · h2 білий пішак · a1 біла тура · b1 білий кінь · d1 білий ферзь · e1 білий король · h1 біла тура | 2 |
| 1 | a8 чорна тура · d8 чорний ферзь · e8 чорний король · f8 чорний слон · h8 чорна тура · a7 чорний пішак · b7 чорний пішак · d7 чорний кінь · e7 чорний пішак · f7 чорний пішак · g7 чорний пішак · h7 чорний пішак · c6 чорний пішак · f6 чорний кінь · d5 чорний пішак · g4 чорний слон · b3 білий пішак · f3 білий кінь · g3 білий пішак · a2 білий пішак · b2 білий слон · c2 білий пішак · d2 білий пішак · e2 білий пішак · f2 білий пішак · g2 білий слон · h2 білий пішак · a1 біла тура · b1 білий кінь · d1 білий ферзь · e1 білий король · h1 біла тура | a8 чорна тура · d8 чорний ферзь · e8 чорний король · f8 чорний слон · h8 чорна тура · a7 чорний пішак · b7 чорний пішак · d7 чорний кінь · e7 чорний пішак · f7 чорний пішак · g7 чорний пішак · h7 чорний пішак · c6 чорний пішак · f6 чорний кінь · d5 чорний пішак · g4 чорний слон · b3 білий пішак · f3 білий кінь · g3 білий пішак · a2 білий пішак · b2 білий слон · c2 білий пішак · d2 білий пішак · e2 білий пішак · f2 білий пішак · g2 білий слон · h2 білий пішак · a1 біла тура · b1 білий кінь · d1 білий ферзь · e1 білий король · h1 біла тура | a8 чорна тура · d8 чорний ферзь · e8 чорний король · f8 чорний слон · h8 чорна тура · a7 чорний пішак · b7 чорний пішак · d7 чорний кінь · e7 чорний пішак · f7 чорний пішак · g7 чорний пішак · h7 чорний пішак · c6 чорний пішак · f6 чорний кінь · d5 чорний пішак · g4 чорний слон · b3 білий пішак · f3 білий кінь · g3 білий пішак · a2 білий пішак · b2 білий слон · c2 білий пішак · d2 білий пішак · e2 білий пішак · f2 білий пішак · g2 білий слон · h2 білий пішак · a1 біла тура · b1 білий кінь · d1 білий ферзь · e1 білий король · h1 біла тура | a8 чорна тура · d8 чорний ферзь · e8 чорний король · f8 чорний слон · h8 чорна тура · a7 чорний пішак · b7 чорний пішак · d7 чорний кінь · e7 чорний пішак · f7 чорний пішак · g7 чорний пішак · h7 чорний пішак · c6 чорний пішак · f6 чорний кінь · d5 чорний пішак · g4 чорний слон · b3 білий пішак · f3 білий кінь · g3 білий пішак · a2 білий пішак · b2 білий слон · c2 білий пішак · d2 білий пішак · e2 білий пішак · f2 білий пішак · g2 білий слон · h2 білий пішак · a1 біла тура · b1 білий кінь · d1 білий ферзь · e1 білий король · h1 біла тура | a8 чорна тура · d8 чорний ферзь · e8 чорний король · f8 чорний слон · h8 чорна тура · a7 чорний пішак · b7 чорний пішак · d7 чорний кінь · e7 чорний пішак · f7 чорний пішак · g7 чорний пішак · h7 чорний пішак · c6 чорний пішак · f6 чорний кінь · d5 чорний пішак · g4 чорний слон · b3 білий пішак · f3 білий кінь · g3 білий пішак · a2 білий пішак · b2 білий слон · c2 білий пішак · d2 білий пішак · e2 білий пішак · f2 білий пішак · g2 білий слон · h2 білий пішак · a1 біла тура · b1 білий кінь · d1 білий ферзь · e1 білий король · h1 біла тура | a8 чорна тура · d8 чорний ферзь · e8 чорний король · f8 чорний слон · h8 чорна тура · a7 чорний пішак · b7 чорний пішак · d7 чорний кінь · e7 чорний пішак · f7 чорний пішак · g7 чорний пішак · h7 чорний пішак · c6 чорний пішак · f6 чорний кінь · d5 чорний пішак · g4 чорний слон · b3 білий пішак · f3 білий кінь · g3 білий пішак · a2 білий пішак · b2 білий слон · c2 білий пішак · d2 білий пішак · e2 білий пішак · f2 білий пішак · g2 білий слон · h2 білий пішак · a1 біла тура · b1 білий кінь · d1 білий ферзь · e1 білий король · h1 біла тура | a8 чорна тура · d8 чорний ферзь · e8 чорний король · f8 чорний слон · h8 чорна тура · a7 чорний пішак · b7 чорний пішак · d7 чорний кінь · e7 чорний пішак · f7 чорний пішак · g7 чорний пішак · h7 чорний пішак · c6 чорний пішак · f6 чорний кінь · d5 чорний пішак · g4 чорний слон · b3 білий пішак · f3 білий кінь · g3 білий пішак · a2 білий пішак · b2 білий слон · c2 білий пішак · d2 білий пішак · e2 білий пішак · f2 білий пішак · g2 білий слон · h2 білий пішак · a1 біла тура · b1 білий кінь · d1 білий ферзь · e1 білий король · h1 біла тура | a8 чорна тура · d8 чорний ферзь · e8 чорний король · f8 чорний слон · h8 чорна тура · a7 чорний пішак · b7 чорний пішак · d7 чорний кінь · e7 чорний пішак · f7 чорний пішак · g7 чорний пішак · h7 чорний пішак · c6 чорний пішак · f6 чорний кінь · d5 чорний пішак · g4 чорний слон · b3 білий пішак · f3 білий кінь · g3 білий пішак · a2 білий пішак · b2 білий слон · c2 білий пішак · d2 білий пішак · e2 білий пішак · f2 білий пішак · g2 білий слон · h2 білий пішак · a1 біла тура · b1 білий кінь · d1 білий ферзь · e1 білий король · h1 біла тура | 1 |
|   | a | b | c | d | e | f | g | h |   |

Слідом за Німцовичем, який шукав систему шахових закономірностей вже на основі гіпермодернізму, Реті і Брейер розвивали його ідеї після Першої світової війни. Але вони виходили головним чином з необхідності індивідуального підходу до оцінки конкретної позиції, постійного пошуку винятків із правил. Вони пропагували стратегічно складну гру, зі значною часткою комбінаційного змісту, неминуче пов'язану з ризиком. Розглядали дебют не як ізольовану стадію розвитку фігур, а як початок мітельшпілю. Наголошували на необхідності чітко все планувати з найперших ходів. 
Реті також ввів поняття «нефіксованих» позицій  — «в яких центральні пішаки обох сторін не входять у зіткнення один з одним. Ці позиції не належать ні до відкритих, ні до закритих, але містять у собі можливість перейти в будь-яку з цих категорій». Якщо принципи відкритих позицій були відомі в часи романтичних шахів, а закриті позиції вивчені позиційною школою на чолі зі Стейніцом, то саме нефіксовані позиції повинні були бути справою гіпермодерністів. З цієї ключової думки випливало, що гіпермодернізм  — не заперечення класичних принципів шахів, але не повернення до романтизму, а спроба розширити шахову теорію, внести в неї раніше невідомі поняття та принципи. 
Поширенню ідей гіпермодернізму серед шахістів сприяла літературна діяльність Тартаковера, головним чином його книга «Ультрасучасна шахова партія». 

## Вплив
Вплив гіпермодерністів на розвиток шахів особливо сильно позначився на галузі дебютної теорії. До того дебютна стратегія передбачала поєднання швидкого розвитку фігур із захопленням центру пішаками, тому в більшості партій після. 1. е4 е5 або 1. d4 d5 виникала статична пішакова симетрія в центрі. Гіпермодерністи довели, що фігурний тиск на центр може бути не менш ефективним, ніж утворення пішакового центру. Вони розробляли дебютні плани з відмовою від негайного просування центральних пішаків і фланговим розвитком з використанням фіанкетто. Ці ідеї лягли в основу багатьох нових дебютів: захистів Німцовича, Алехіна, Ґрюнфельда, новоіндійського, дебюту Реті та інших. 
У 1930 — 40-х були розроблені захисти староіндійський, Пірца-Уфімцева тощо. Застосування нових дебютів зумовило величезну різноманітність типів міттельшпілю, що дало потужний імпульс розвитку шахів. 

## У мистецтві
Ільф і Петров у своєму романі «Дванадцять стільців», що описує життя в 1920-х роках у Радянському Союзі, згадали гіпермодернізм устами Остапа Бендера, який у 37 главі давав лекцію на тему «Плідна дебютна ідея»: 

А зараз, товариші, я розповім вам кілька повчальних історій з практики наших шановних гіпермодерністів Капабланки, Ласкера та доктора Григор'єва. 

Звичайно ж, жоден з перерахованих шахових майстрів не був гіпермодерністом. Це сатира письменників: Остап Бендер розповідає васюківцям все те, що міг вичитати з тодішніх газет, змішуючи модне тоді серед шахістів слово «гіпермодерніст» із відомими шахістами. 